# Paludamento

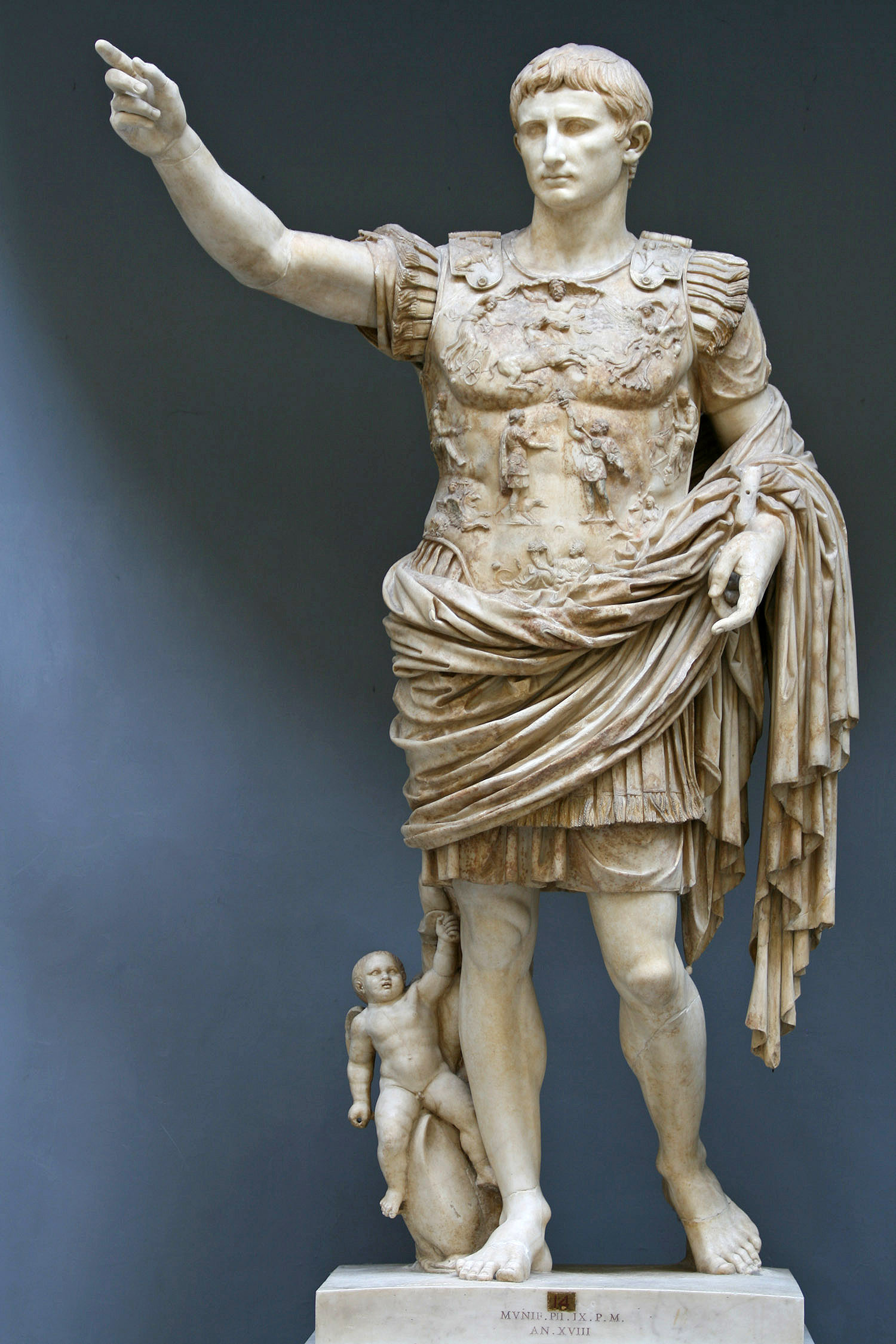
Estátua de Augusto (r. -)

O paludamento (em latim: paludamentum) era um manto ou capa presa no ombro direito usado por comandantes militares (por exemplo o legado) e um menos frequentemente pelas tropas deles. Tido como comandante em chefe supremo do exército, o imperador foi comumente representado vestindo-o, sendo que no período dos Antoninos mais de 50% das representações imperiais retratavam o paludamento. Era geralmente de cor carmesim, escarlate ou roxa e, às vezes, branca. Foi preso com um fecho, chamado fíbula, cuja forma e tamanho variou através do tempo. Colocá-lo era um ato cerimonial de guerra.